# Baranyaszentgyörgy
Baranyaszentgyörgy es un pueblo ubicado en el condado de Baranya, Hungría.

## Superficie
Posee una superficie de 7,27 kilómetros cuadrados.

## Demografía
Hasta 2021 la población era de 120 habitantes, con una densidad de población de 16,50 habitantes por kilómetro cuadrado.